# جيش تنظيم الدولة الإسلامية
جيش الدولة الإسلامية هو القوات المقاتلة للدولة الإسلامية (داعش). قُدِّر الحجم الإجمالي للقوات في ذروتها من عشرات الآلاف إلى أكثر من مائتي ألف. ونمت بسرعة خلال توسعها الإقليمي في عام 2014. يعمل جيش تنظيم الدولة الإسلامية والجماعات التي اندمجت فيه منذ عام 2014 بشكل علني وسيطر على مناطق في مدن متعددة في ليبيا ونيجيريا. وفي أكتوبر 2016 سيطر على مدينة كاندالة في الصومال. كما سيطر على مساحة كبيرة من شرق سوريا وغرب العراق في عام 2014، وهي الأراضي التي فقدتها أخيرًا فقط في عام 2019. كما شارك اشتباكات حدودية مع لبنان وإيران والأردن وتوغل فيها. وعملت الجماعات المرتبطة به في الجزائر وباكستان، والفلبين، وغرب إفريقيا (الكاميرون والنيجر وتشاد). بالإضافة إلى الوجود العسكري في أفغانستان واليمن.
يعتمد جيش تنظيم الدولة الإسلامية على وحدات مشاة خفيفة متحركة تستخدم مركبات مثل الشاحنات الصغيرة المزودة بالمدافع والدراجات النارية والحافلات للتقدم السريع. كما استخدموا المدفعية والدبابات والعربات المدرعة التي استولوا على الكثير منها من الجيشين العراقي والسوري. ولهم تاريخ طويل في استخدام الشاحنات والسيارات المفخخة والمفجرين الانتحاربين والعبوات الناسفة.

## هيكل القيادة

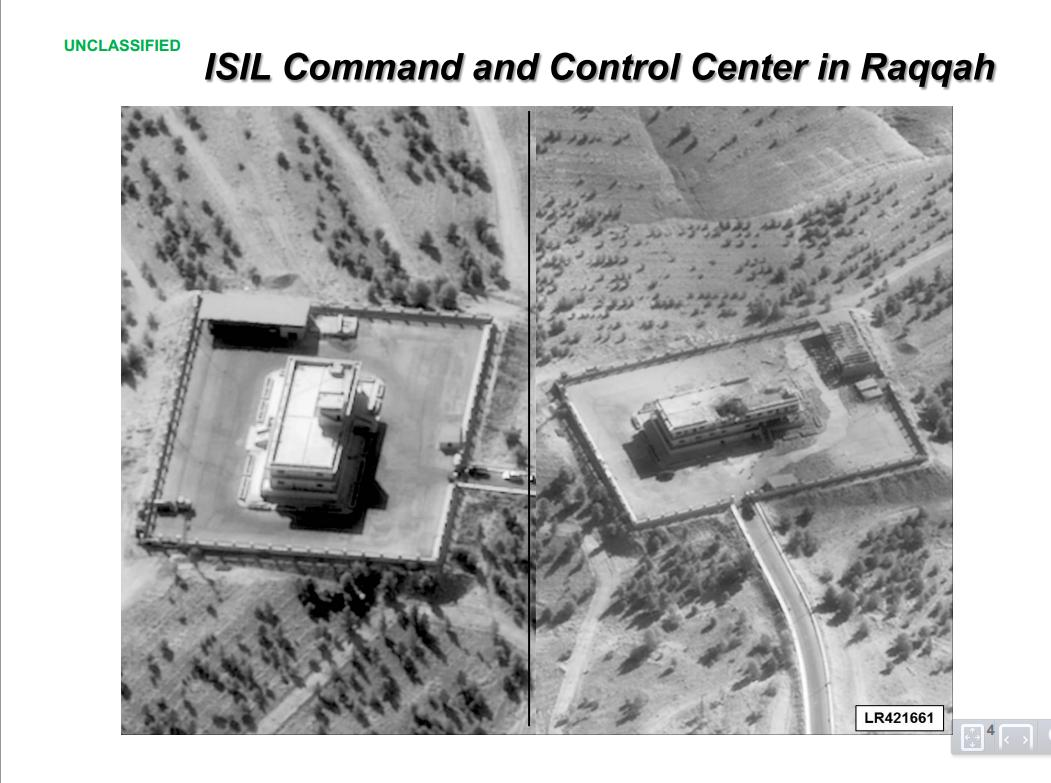
مركز قيادة وسيطرة لداعش في الرقة عام 2014.

وفقًا لمعهد دراسة الحرب، أن لدى القوات التابعة للتنظيم هيكل قيادة موحد ومتماسك يتولى القيادة من أعلى إلى أسفل. قال أيمن جواد التميمي من منتدى الشرق الأوسط "إنهم يتمتعون بمهارات عالية في حرب العصابات في المناطق الحضرية بينما يفتقر الجيش العراقي الجديد ببساطة إلى الكفاءة التكتيكية".
يتكون المجلس العسكري له من العديد من الضباط العسكريين السابقين من عهد صدام حسين، وكان من بين القادة العقيد حجي بكر، والنقيب أبو عبد الرحمن البيلاوي، وأبو أيمن العراقي الذي كان ضابطًا برتبة مقدم، تخرجوا جميعاً من نفس الأكاديمية العسكرية العراقية. وكذلك أبو مسلم التركماني، نائب أبي بكر البغدادي السابق، كان برتبة مقدم في مديرية المخابرات العسكرية العامة. كل هؤلاء الرجال أمضوا وقتًا محتجزين في معتقل بوكا أثناء الاحتلال الأمريكي للعراق. كذلك أبو عمر الشيشاني الذي كان رقيبًا في الجيش الجورجي قبل انضمامه إلى التنظيم في سوريا، والذي أصبح قائدًا للجيش في الفرع السوري.
وبحسب ما ورد ينتظم مقاتلو التنظيم في سبعة أفرع: المشاة والقناصة والدفاع الجوي والقوات الخاصة وقوات المدفعية و"جيش المحنة" وجيش الخلافة.
جيش الخلافة: تديره القيادة المركزية للتنظيم بدلاً من قيادتها الإقليمية، ويتكون بأغلبية ساحقة من المقاتلين الأجانب، والتي تنتشر للمساعدة في المعارك في جميع أنحاء الولايات. وهناك أيضًا لواء الخنساء وهو نسائي بالكامل.
كما يعمل تنظيم الدولة الإسلامية خارج المناطق التي يسيطر عليها إلى حد كبير باستخدام نظام الخلايا السرية أو ما يٌعرف بالخلايا النائمة. عن طريق التواصل عبر الإنترنت، وإنشاء خلايا سرية تتكون في الغالب من خمسة أشخاص. شخص واحد فقط لديه اتصال بخلايا أخرى، وبعتمدون على عنصر المفاجأة.

## التكتيكات
يعتبر تنظيم جيش تنظيم الدولة الإسلامية مزيجًا من قوات متمردة غير نظامية وجيش تقليدي. وفي أراضيها السورية والعراقية، نظم تنظيم الدولة الإسلامية وحدات مهنية لأداء مهام متخصصة، ومن أهمها "كتيبة الدبابات" و"كتيبة المدفعية" و"فصائل المهام الخاصة". الأولى استخدمت عربات قتال مدرعة ثقيلة، والثانية مدفعية ثقيلة، بينما استُخدمت الأخيرة كقوة تدخل سريع. عمل الثلاثة بانتظام جنبًا إلى جنب لتحقيق اختراق وعمليات دفاعية مهمة، كذلك الاعتماد على نظام لوجستي قوي الذي ظل يعمل حتى في ظل القصف المنتظم من قبل القوات المناهضة لتنظيم الدولة الإسلامية.
كانت معظم قوات التنظيم من الميليشيات المحلية مع القليل من الأسلحة الثقيلة، وعادة ما يتم نشرها كوحدات دفاع إقليمية. كانت القوات الأقل تدريبًا أو الأقل قيمة تشارك أحيانًا في العمليات الهجومية، على الرغم من أن تكتيكاتهم كانت أقل تعقيدًا. اشتهر التدريب العسكري لتنظيم الدولة الإسلامية بتركيزه القوي على التلقين العقائدي، على حساب الدروس التكيكية. استخدمت القيادة العليا للتنظيم مجندين عديمي الخبرة لتكتيكات الحشود والموجة البشرية، مما أدى في كثير من الأحيان إلى خسائر كبيرة للغاية. أحد كبار قادة داعش المعروفين بهذا النهج هو أبو عمر الشيشاني، الذي استخدم بنجاح تكتيكات الحشد خلال حصار قاعدة منغ الجوية ومعركة قاعدة الطبقة الجوية. ووفقًا لمنطقه، فإن العدو سوف يطغى في النهاية أو ينفد من الذخيرة بغض النظر عن الخسائر في صفوف مقاتليه.
بعد حصار كوباني، الذي أسفر عن خسائر كبيرة بين قدامى المحاربين والقادة (بما في ذلك مقتل 2000 مقاتل)، أُجبر تنظيم الدولة الإسلامية على ترقية العديد من القادة عديمي الخبرة والاعتماد أكثر من ذي قبل على مجندين جدد.
بالإضافة إلى الوحدات الخاصة أو ما يٌعرف بـ النغماسيون، الذين يستخدمون الأسلحة النارية التقليدية والتفجيرات الانتحارية، ويهاجمون مواقع العدو بأسلحتهم النارية، ثم يفجرون أنفسهم عند نفاد الذخيرة أو الوقوع في الأسر. هدفهم على وجه التحديد هو إلحاق أكبر عدد ممكن من الضحايا بالعدو قبل الموت، وذلك بمثابة شكل من أشكال قوات الصدمة، كما حدث في هجمات باريس في نوفمبر 2015.

### استشهادات
- Neville، Leigh (2018). Technicals: Non-Standard Tactical Vehicles from the Great Toyota War to modern Special Forces. أكسفورد، نيويورك: أوسبري للنشر. ISBN:9781472822512. مؤرشف من الأصل في 2022-10-10.
- Ripley، Tim (2018). Operation Aleppo: Russia's War in Syria. Lancaster: Telic-Herrick Publications. ISBN:978-0-9929458-2-4.
- Weiss، Michael؛ Hassan، Hassan (2016). ISIS: Inside the Army of Terror (ط. Updated 2nd). London; New York City: مطبعة فايدون. ISBN:978-1941393574.